# Diplycosia trinervia
Diplycosia trinervia är en ljungväxtart som beskrevs av Adolph Daniel Edward Elmer. Diplycosia trinervia ingår i släktet Diplycosia och familjen ljungväxter. Utöver nominatformen finns också underarten D. t. urdanetensis.